# Palazzina dei Quattro Pizzi
La Palazzina dei Quattro Pizzi è situata nel quartiere Arenella di Palermo, nell'area della ex Tonnara Florio. Realizzata in stile neogotico, divenne la dimora privata di Vincenzo Florio che vi si ritirò con la famiglia.

## Storia

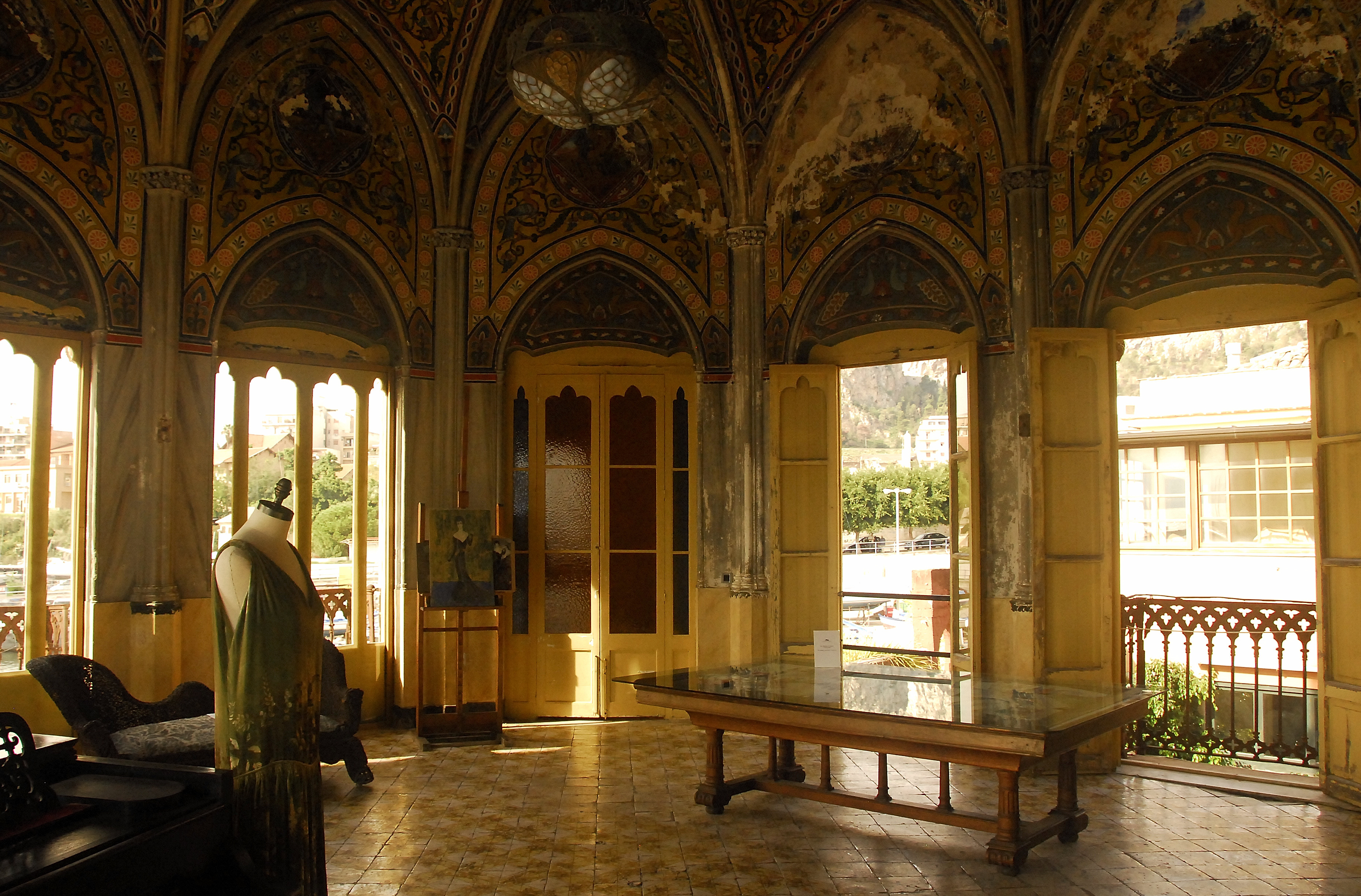
Gli interni della palazzina

Una parte della struttura venne trasformata da industriale ad abitativa e negli anni ospitò varie personalità illustri.
Divenne la dimora privata di Vincenzo Florio che vi si ritirò con la famiglia.
In quell'epoca ospitò anche i sovrani Borbone e lo zar Nicola I di Russia. La zarina in particolare si appassionò della costruzione tanto da acquistare i progetti originali dall’architetto e farsi costruire un edificio simile a Peterhof, la residenza estiva in Russia.
Fino al 2016 la palazzina era proprietà degli eredi dei Florio.

## Descrizione

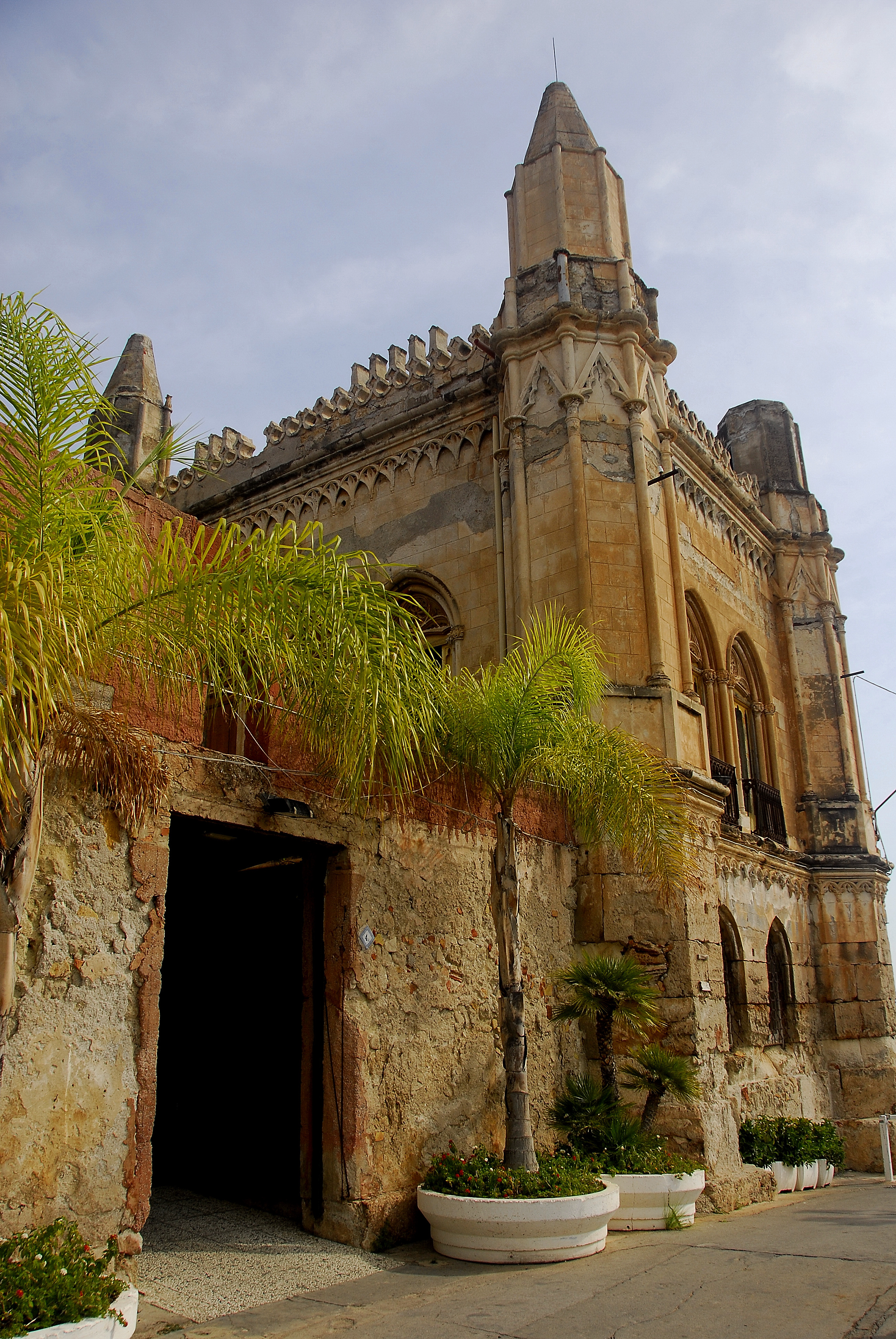
Una torretta angolare cuspidata dei Quattro Pizzi

Giachery progettò la palazzina nel 1844, nell'angolo sud orientale della tonnara. 

In stile neogotico era di forma rettangolare, dalle caratteristiche quattro torrette angolari cuspidate.